# Drůbežnictví

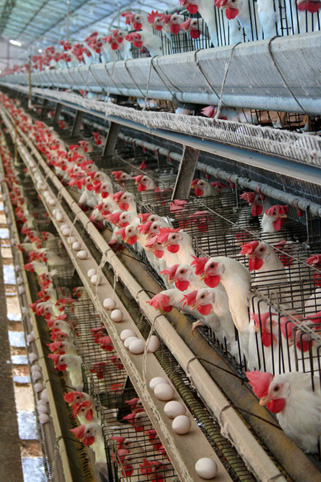
Slepice v bateriových klecích v Bastos, São Paulo, Brazílie

Drůbežnictví je obor zemědělské výroby zabývající se odchovem a chovem drůbeže, zatímco drůbežářství je obor průmyslové výroby zabývající se zpracováváním drůbeže a jejích produktů. Význam chovu domácí drůbeže spočívá zejména v produkci kvalitních živočišných bílkovin (maso, vejce), které představují důležitou složku zdravé a racionální výživy lidí. Kromě toho i další produkty chovu drůbeže (krev, droby, peří, trus) se účelně využívají.
Mezi hlavní produkty drůbežnictví patří vejce a maso. Slepičí vejce mají vysokou výživnou hodnotu a obsahují ve vhodném množství i poměru všechny živiny a další významné látky nezbytné pro lidskou výživu. Vedle přímého konzumu se vejce využívají také v řadě odvětví potravinářského i nepotravinářského průmyslu, medicíně, výzkumu apod. Drůbeží maso obsahuje všechny základní živiny důležité pro výživu člověka. Má vyšší obsah bílkovin, nižší energetickou hodnotu a příznivější složení mastných kyselin v porovnání s vepřovým i hovězím masem. Je proto zdravější i výživnější. Maso mladé hrabavé drůbeže (brojleři) pro své biologické a nutriční vlastnosti je zařazováno jako dietní maso i do léčebné výživy.
Kromě významu nutričního nelze opomenout i velký hospodářský význam chovů drůbeže. Jsou to např. efektivnější přeměna bílkovin krmiva na živočišnou bílkovinu, rychlá reprodukční i výkrmová schopnost, možnost industrializace produkce vajec a drůbežího masa, možnost racionalizace práce, návaznost na řadu průmyslových odvětví, zaměstnanost lidí apod.
Drůbežnictví se postupně vyvinulo ve specializované odvětví živočišné výroby založené na průmyslové bázi. To bylo podmíněno mnoha faktory, z nichž za nejdůležitější se považují:
- Zavedení umělého líhnutí drůbeže v USA a Kanadě kolem roku 1900, podmíněné vyřešením problematiky pulorové nákazy a rozsáhlou elektrifikací obou zemí. Odstranění závislosti na přirozeném způsobu rozmnožování umožnilo plánování doby i počtu líhnutých kuřat. Pro umělý odchov kuřat byly vyvinuty „umělé kvočny“. Místo dosavadních drobnochovů používajících kurníků a selských stavení se začaly budovat speciální drůbežnická hospodářství, což postupně umožnilo zvyšovat užitkovost drůbeže, zlepšovat technologie i techniky krmení a ošetřování drůbeže. V Evropě došlo k podobnému trendu kolem roku 1960.
Přechod od extenzivních forem k intenzivnímu způsobu chovu drůbeže vyvolal nutnost zajistit drůbeži optimální životní podmínky pro její růst a vývoj, dobrý zdravotní stav a užitkovost. Požadavky na životní podmínky se liší podle druhu drůbeže, fáze chovu (odchov vs. chov) a požadovaného cíle.

- Šlechtitelská práce v USA založená na bázi populační genetiky vyústila v průběhu 30. let 20. stol. ke vzniku chovu hybridů, které nahradily dosavadní chovy lehkých nebo těžkých plemen drůbeže. Vzájemným křížením, rozmnožováním a testováním různých kombinací nepříbuzných linií drůbeže se podařilo vytvořit finálního křížence (hybrida) s požadovanými užitkovostními znaky masného nebo nosného typu. 
Základními typy plemen kura domácího jsou (1) typ malajský (např. z dnešních plemen to jsou kornyšky), (2) typ lehký (leghorna bílá, vlaška koroptví) a (3) typ těžký (kočinky, brahmánky). Křížením uvedených základních typů vznikla plemena s kombinovanou užitkovostí (plymutky, hempšírky, rodajlendky aj.). Rozdělovat plemena můžeme i podle jiných kritérií (místa vzniku, stavby těla, užitkovosti apod.). Plemen kura domácího je velmi mnoho, na rozdíl od krůt a vodní drůbeže. Plemena jako taková přestala být konečným stupněm šlechtitelské a plemenářské práce, ale stala se výchozím materiálem pro vznik vysoce užitkových typů (hybridů) jednotlivých druhů drůbeže.

- Budování velkochovů drůbeže učinilo produkci drůbežího masa a vajec nezávislou na ročních obdobích i povětrnostních či klimatických podmínkách. V chovech drůbeže se zavedly progresivní metody práce na průmyslové bázi, počítačová technika, začaly se vyrábět kompletní krmné směsi i zavádět nové chovné technologie zvyšující efektivnost tohoto odvětví zemědělství.

Podniky drůbežnictví se člení do různých kategorií podle druhu chované drůbeže (hrabavá nebo vodní drůbež), zaměření chovu (šlechtitelské – GP, rozmnožovací – RCH a užitkové chovy – UCH), způsobu ustájení (chov na podlaze, klecová technologie, alternativní chovy) a hlavního cíle produkce (líhně, odchov mladé drůbeže, snáška konzumních nebo násadových vajec, výkrm).
Negativní stránkou vzniku velkých hospodářství s vysokou koncentrací zvířat i celosvětového pohybu drůbežích produktů či chovné drůbeže pro účely šlechtitelské a rozmnožovací je výskyt nových faktorů zhoršujících současnou užitkovost i zdraví drůbeže a problémy ekologické (např. 10 000 ks slepic vyprodukuje za rok ca 600 tun trusu). Vysoké zatížení prostředí, hospodářské recese v řadě zemí, problémy s tržním zhodnocením zemědělských produktů, akce ochránců přírody a zákony na ochranu zvířat proti týrání – to vše vyvolalo potřebu hledání nových alternativních způsobů chovu drůbeže. Nelze ale přitom zapomenout, že chov užitkových zvířat musí být kompromisem, jinak se výroba potravin živočišného původu dostane do ekonomicky neúnosného rámce.
| Druh a věková kategorie | Věk                                  |
| ----------------------- | ------------------------------------ |
| Kuře, kachně, house     | od vylíhnutí do 42. dne              |
| Krůtě                   | od vylíhnutí do 98. dne              |
| Mladá drůbeže           | do dosažení pohlavní dospělosti, tj. |
| kur domácí – nosný typ  | do 150. dne                          |
| kur domácí – masný typ  | do 180. dne                          |
| krůty                   | do 217. dne                          |
| kachny                  | do 210. dne                          |
| husy                    | do 217. dne                          |
| Dospělá drůbeže         | po dosažení pohlavní dospělosti, tj. |
| kur domácí – nosný typ  | od 151. dne                          |
| kur domácí – masný typ  | od 181. dne                          |
| krůty                   | od 218. dne                          |
| kachny                  | od 211. dne                          |
| husy                    | od 218. dne                          |